# لری براون (بازیکن بسکتبال)
لری براون (انگلیسی: Larry Brown؛ زاده ۱۴ سپتامبر ۱۹۴۰) یک ورزشکار اهل ایالات متحده آمریکا است. 